# Garry Ringrose
Garry Ringrose (irl. ang. wym. [ˈgæ.ɻi ˈɻɪŋ.ɻəʊ̯z], ur. 26 stycznia 1995 w Dublinie) – irlandzki rugbysta występujący na pozycji środkowego ataku. Reprezentant kraju, uczestnik pucharu świata, zdobywca Wielkiego Szlema w Pucharze Sześciu Narodów, klubowy zwycięzca ligi krajowej oraz mistrz Europy.

## Młodość
Pierwsze treningi rugby union odbywał w zespołach dziecięcych, w grupach do lat sześciu. Jako nastolatek uczęszczał do dublińskiej szkoły Blackrock College, gdzie kontynuował zajęcia sportowe. Początkowo, w grupach do lat 16 występował na pozycji łącznika młyna, jednak grając na tej pozycji nie potrafił wywalczyć sobie miejsca w składzie szkolnej drużyny. Na pewnym etapie został nawet oddelegowany do gry w niższej kategorii wiekowej. Następnie przez dwa lata ustawiany był jako obrońca wykonujący także obowiązki kopacza. Dopiero w ostatniej, szóstej klasie, gdy podstawowy zawodnik doznał kontuzji ramienia, Ringrose został przesunięty na pozycję numer 13, tzw. „zewnętrznego” środkowego ataku. Dopiero tam w pełni zaprezentował też swoje umiejętności i nieprzeciętny potencjał. Pomimo zmiany miejsca na boisku pozostał podstawowym kopaczem drużyny. Czas ten zbiegł się z okresem gwałtownego wzrostu tego młodego i niewysokiego dotąd zawodnika. Pewnego rodzaju rozpoznawalność przyniosły Ringrose’owi zawody Leinster Schools Senior Cup. W czterech spotkaniach turnieju tylko raz pomylił się podczas kopu na bramkę. W wygranym finale przeciw St. Michael’s College do punktów z celnych kopnięć dołożył także jedno z przyłożeń swojej drużyny, które zdobył po indywidualnej akcji, wyrwawszy uprzednio piłkę z rąk jednego z rywali.
Po ukończeniu szkoły w 2013 roku rozpoczął dalszą naukę w University College Dublin (UCD) i jednocześnie został zawodnikiem tamtejszego klubu występującego w amatorskiej All-Ireland League. We wrześniu jako reprezentant Leinsteru 19-latek brał udział w młodzieżowych rozgrywkach międzyprowincjonalnych
W tym samym czasie został włączony w struktury Leinster Rugby. Rok później młody środkowy oficjalnie został członkiem akademii regionalnej drużyny, w której formalnie kształcił się także w sezonie 2015/2016.

## Kariera klubowa
Począwszy od jesieni 2014 roku Ringrose rozegrał w barwach UCD szereg spotkań w All-Ireland League. W grudniu tego samego roku zadebiutował także w drugiej drużynie Leinsteru, która rywalizowała w British and Irish Cup z Plymouth Albion. W zespole „Leinster A” występował również w dalszej części sezonu.
Latem 2015 roku młodzian znalazł się w szerokim składzie treningowym przed meczem sparingowym pierwszej drużyny z Ulster Rugby. We wrześniu pełnił rolę rezerwowego w meczu Pro12 z Edinburgh Rugby (nie pojawił się na boisku). Ostatecznie w pierwszej drużynie zadebiutował niewiele później, w ligowym meczu z Cardiff Blues, wychodząc w podstawowym ustawieniu. Swoje pierwsze cztery mecze Ringrose rozegrał na nietypowej dla siebie pozycji skrzydłowego. W listopadzie zadebiutował też w meczu European Rugby Champions Cup przeciwko angielskim Wasps. Ekipa Leinsteru swój sezon kończyła finałowym starciem z Connacht Rugby, w którym mimo 80-minutowego występu Ringrose nie zdołał zapewnić swojej drużynie zwycięstwa w Pro12. Ostatecznie w swoim debiutanckim sezonie absolwent Blackrock College wykorzystując otrzymane okazje (w tym kontuzje rywali do składu) wystąpił w 22 meczach pierwszej drużyny (20 w Pro12, dwóch w rozgrywkach europejskich), z czego w aż w 20 pojawiał się w podstawowym składzie. Jak sam przyznawał sezon ten znacząco przerósł jego oczekiwania – przed startem rozgrywek miał nadzieję na rozegranie co najwyżej kilku spotkań pod nieobecność zawodników powołanych do reprezentacji na puchar świata.
Po zakończonym sezonie młody zawodnik podpisał swój pierwszy profesjonalny kontrakt zastępujący dotychczasową, wartą 4 tys. euro rocznie umowę młodzieżową. Tym samym rok przed planowanym czasem ukończył akademię Leinsteru i stał się pełnoprawnym zawodnikiem pierwszej drużyny. Mniej więcej w tym samym okresie komentatorzy odnotowali wyraźną poprawę warunków fizycznych środkowego – Ringrose dostosowując się do gry wśród seniorów przybrał na wadze i rozwinął muskulaturę, co miało się przełożyć na lepsze występy na boisku. W sezonie 2016/2017 był już podstawowym graczem swojego zespołu – rozegrał 17 meczów, w których zdobył siedem przyłożeń. Jedno z nich zdobył w przegranym półfinale Champions Cup z ASM Clermont Auvergne, kiedy w 60-metrowej indywidualnej akcji zwiódł i minął łącznie trzech rywali. Dobre występy na kontynencie zaowocowały nominacją do nagrody European Professional Club Rugby (EPCR) dla najlepszego zawodnika roku.
Podczas letniej przerwy w rozgrywkach center dla wyeliminowania nawracającego problemu zdrowotnego poddał się operacji ramienia. W jej wyniku zmuszony był powstrzymać się od treningów przez około pięć miesięcy. W dalszej części sezonu 2017/2018 nękały go także inne urazy, w tym kontuzja stawu skokowego, wobec czego w całym roku w barwach Leinsteru rozegrał zaledwie 11 spotkań. W grudniu 2017 roku zawodnik przedłużył swój kontrakt z irlandzką prowincją do połowy 2020 roku. Drużynowo rok 2018 był bardzo udany dla drużyny z Dublina, która zdobyła „podwójną koronę” – triumfem zakończyła zarówno zmagania w Pro14 (wygrana ze Scarlets), jak i w europejskim Pucharze Mistrzów (zwycięstwo z Racing 92. Rok później Ringrose wraz z kolegami bliski był powtórzenia tego osiągnięcia. Choć w finale z Glasgow Warriors Leinsterczykom udało się obronić tytuł w Pro14 (środkowy ataku zdobył jedno z przyłożeń swojej drużyny), to dwa tygodnie wcześniej na St James’ Park w Newcastle ulegli angielskim Saracens w finale European Rugby Champions Cup.
Sezon 2019/2020 Ringrose raz jeszcze rozpoczął wykazując się wysoką formą – w dwóch spotkaniach Champions Cup – z Benettonem Treviso oraz Northampton Saints – zdobywał po trzy przyłożenia. Zaowocowało to kolejną, trzecią już nominacją do miana najlepszego gracza w Europie według EPCR. W kwietniu 2020 roku media donosiły, że zawodnik podpisał nową umowę, na mocy której związał się z Leinster Rugby do połowy 2022 roku.

## Kariera reprezentacyjna
Z uwagi na swoje nieprzekonujące występy w początkowych latach nauki w Blackrock College Ringrose nie był powoływany do juniorskich reprezentacji kraju. Po raz pierwszy do składu drużyny narodowej dostał się w grudniu 2013 roku, kiedy trafił do zespołu do lat 19 przed sparingiem z Australią. Na początku roku 2014 19-latek został włączony do drużyny U-20 przed zbliżającym się młodzieżowym Pucharem Sześciu Narodów. Wziął udział w dwóch pierwszych meczach ze Szkocją i Walią, jednak przed kolejnym spotkaniem został odsunięty od składu. Sugerowano, że młodzian nie był fizycznie gotowy na rywalizację z 20-latkami, zwłaszcza w trudnych warunkach pogodowych. W kwietniu ponownie występował w drużynie o rok niższej kategorii wiekowej, która rywalizowała z rówieśnikami z Francji. Niemniej przed zbliżającymi się mistrzostwami świata U-20 Ringrose raz jeszcze awansował do drużyny do lat 20. Wystąpił w sparingu ze Szkocją, a następnie został podstawowym zawodnikiem kadry podczas turnieju w Nowej Zelandii. Na Antypodach Irlandczycy dotarli do półfinału a ostatecznie po porażce z gospodarzami zajęli czwarte miejsce. Powszechnie chwalono bardzo dobre występy Ringrose’a na turniejowych boiskach, podczas których zdobył trzy przyłożenia i nominację do miana najlepszego gracza U-20 na świecie.
Jeszcze w listopadzie 2014 roku Ringrose po raz pierwszy został zaproszony przez Joego Schmidta do udziału w treningach pierwszej reprezentacji, jednak nie niosło to ze sobą żadnych dalszych konsekwencji. Na początku roku 2015 ponownie wziął udział w Pucharze Sześciu Narodów U-20. Po dwóch obiecujących zwycięstwach nad Włochami i Francją Irlandczycy przegrali trzy kolejne spotkania i zajęli rozczarowujące piąte miejsce. Sam środkowy Leinsteru pozostawał jasnym punktem swojej drużyny, zdobywając miano najlepszego gracza przegranych zawodów z Anglią. W dalszej części roku raz jeszcze uczestniczył w młodzieżowych mistrzostwach świata. Podczas turnieju we Włoszech reprezentanci Irlandii zajęli dopiero siódme miejsce.
Odkąd Ringrose otrzymał nominację do nagrody dla najlepszego młodego zawodnika na świecie, w Irlandii zaczęto z nim wiązać olbrzymie nadzieje. Media rozpisywały się o jego wielkim potencjale i nietuzinkowych umiejętnościach. Wielokrotnie porównywany był do prawdopodobnie najwybitniejszego irlandzkiego rugbysty w historii Briana O’Driscolla bądź określany mianem „nowego O’Driscolla”. Przyczyniły się do tego zarówno podobny styl gry, jak i zbieżna historia obu zawodników, którzy ukończyli Blackrock College i nim przebili się jako środkowi ataku, próbowali swych sił na innych pozycjach. Liczni komentatorzy począwszy od Pucharu Sześciu Narodów 2016 sugerowali, że selekcjoner winien powołać Ringrose’a do reprezentacji. Sam Schmidt opowiadał się jednak za powolnym wprowadzaniem środkowego Leinsteru do drużyny narodowej, podkreślając, że ten nie jest jeszcze gotowy na rywalizację z najlepszymi zawodnikami na świecie. Ostatecznie dublińczyk ponownie znalazł się jedynie w obozie reprezentacji jako sparingpartner etatowych kadrowiczów. Podkreślał przy tym, że skupia się na występach w klubie i mając za sobą kilkanaście meczów wśród seniorów nie myśli jeszcze o meczach dla Irlandii.
Pierwsze powołanie do kadry narodowej otrzymał w listopadzie 2016 roku. W czasie historycznego meczu w Chicago (pierwsze zwycięstwo Irlandii nad Nową Zelandią) pozostał niewykorzystanym zmiennikiem. Zadebiutował w czasie tego samego okna reprezentacyjnego w spotkaniu z Kanadą na Aviva Stadium w Dublinie. Zdołał wówczas nawet przyłożyć piłkę na polu punktowym rywali, jednak asysta Paddy’ego Jacksona została oceniona jako niedozwolone podanie do przodu, przez co punkty nie zostały zaliczone. Czego nie udało się zrobić przeciw Kanadzie, Ringrose dokonał dwa tygodnie później, w spotkaniu przeciw Australijczykom. Podczas odbywającego się na przełomie lutego i marca Pucharu Sześciu Narodów był podstawowym graczem w czasie wszystkich pięciu rozegranych meczów. Choć jego ówczesne występy nie były równe, to jednak wysoka forma w klubie sprawiła, że zaczęto spekulować na temat możliwego udziału Ringrose’a w wyprawie British and Irish Lions do Nowej Zelandii. Ostatecznie młody środkowy nie otrzymał powołania od Warrena Gatlanda, jednak selekcjoner „Lwów” w czasie publicznych wypowiedzi podkreślał, że niewiele zabrakło, by Irlandczyk został członkiem drużyny.
W połowie 2017 roku, po serii spotkań reprezentacji w Japonii przeszedł operację kontuzjowanego ramienia, wobec czego przegapił jesienną serię meczów międzynarodowych. Mimo że z tego samego powodu do końca lutego 2018 roku rozegrał w drużynie Leinster Rugby zaledwie kilka spotkań, w trybie awaryjnym – wobec plagi kontuzji w drużynie – został powołany do reprezentacji na dwa ostatnie mecze Puchar Sześciu Narodów.  Wystąpił w pierwszym składzie w wygranych meczach ze Szkocją i Anglią. W decydującym o Wielkim Szlemie starciu na Twickenham Stadium Ringrose zdobył przeciw Anglikom jedno z przyłożeń. 
Ponownie jako zawodnik pierwszego składu środkowy brał udział w kolejnych meczach reprezentacji: podczas czerwcowej serii z Australią, jesiennych meczów testowych, czy Pucharu Sześciu Narodów 2019. W nim drobny uraz tylnych mięśni uda w pierwszym meczu z Anglią wykluczył go z kolejnych starć ze Szkocją i Włochami. Przed zbliżającym się pucharem świata w Japonii po raz pierwszy od dłuższego czasu pojawiły się wątpliwości co do miejsca Ringrose’a w pierwszym składzie reprezentacji, jako że o dwa miejsca środkowych rywalizował z Bundeem Akim, Robbiem Henshawem i Chrisem Farrellem. We wrześniu Ringrose otrzymał powołanie na turniej, do którego Irlandczycy przystępowali w gronie faworytów, w pewnym momencie nawet jako lider światowego rankingu oraz z nadziejami sięgającymi miejsc medalowych. Ostatecznie już w fazie grupowej doznali porażki z gospodarzami turnieju, przez co na etapie ćwierćfinałów trafili na Nowozelandczyków. Ekipa „All Blacks”, rok wcześniej ograna w pojedynku w Dublinie, tym razem zdominowała reprezentantów Irlandii, pokonując ich aż 46:14. Pomimo wcześniejszych spekulacji Ringrose wystąpił w pierwszym składzie w czterech z pięciu turniejowych meczów. Zdobył w nich także dwa przyłożenia. W meczu z Nową Zelandią w wyniku zderzenia opuścił boisko z 18 szwami założonymi na skórę głowy
W roku 2020 zawodnik podczas meczu Pucharu Sześciu Narodów uszkodził kciuk, przez co zmuszony był pauzować przez kilka tygodni.

### Statystyki
Stan na dzień 1 lutego 2020 r.
Występy na arenie międzynarodowej
| Drużyna narodowa | Rok  | Mecze | Punkty |
| ---------------- | ---- | ----- | ------ |
| Irlandia         | 2016 | 3     | 5      |
| Irlandia         | 2017 | 8     | 17     |
| Irlandia         | 2018 | 6     | 10     |
| Irlandia         | 2019 | 11    | 10     |
| Irlandia         | 2020 | 1     | 0      |
| Suma             | Suma | 29    | 42     |

Przyłożenia na arenie międzynarodowej
| Lp. | Data                | Miejsce                             | Przeciwnik | Rozgrywki                   |
| --- | ------------------- | ----------------------------------- | ---------- | --------------------------- |
| 1.  | 26 listopada 2016   | Aviva Stadium, Dublin               | Australia  | mecz testowy                |
| 2.  | 11 lutego 2017      | Stadio Olimpico, Rzym               | Włochy     | Puchar Sześciu Narodów 2017 |
| 3.  | 17 czerwca 2017     | Stadion Shizuoka, Fukuroi           | Japonia    | mecz testowy                |
| 4.  | 24 czerwca 2017     | Tokyo Stadium, Chōfu                | Japonia    | mecz testowy                |
| 5.  | 17 marca 2018       | Twickenham Stadium, Londyn          | Anglia     | Puchar Sześciu Narodów 2018 |
| 6.  | 3 listopada 2018    | Soldier Field, Chicago              | Włochy     | mecz testowy                |
| 7.  | 17 września 2019    | Stadion Shizuoka, Fukuroi           | Japonia    | Puchar Świata w Rugby 2019  |
| 8.  | 3 października 2019 | Kobe City Misaki Park Stadium, Kobe | Rosja      | Puchar Świata w Rugby 2019  |

## Nagrody i wyróżnienia
- nominacja do nagrody Międzynarodowej Rady Rugby dla najlepszego zawodnika do lat 20 na świecie w roku 2014 (IRB Junior Player of the Year)[54]
- nominacja do nagrody Pro12 dla najlepszego młodego zawodnika sezonu 2015/2016 (Pro12 Young Player of the Season)[89]
- nagroda Rugby Players Ireland dla młodego zawodnika roku 2017 (RPI Nevin Spence Young Player of the Year)[90]
- nagroda European Professional Club Rugby dla najlepszego zawodnika w Europie (EPCR European Rugby Player of the Year):
  - 2017 – nominacja[36]
  - 2019 – nominacja[91]
  - 2020 – nominacja[46]

## Styl gry
Ringrose jako środkowy ataku w swojej grze z opiera się przede wszystkim na umiejętnościach technicznych, w mniejszym zaś stopniu na sile fizycznej. Wpływ na to miał miały warunki fizyczne, jakimi dysponował ucząc się gry jako nastolatek. Jako drobniejszy i lżejszy od rywali swojej gry nie mógł opierać wyłącznie na agresywnych atakach, w których mógłby pełnić rolę „tarana” rozbijającego linie obronne rywali. Przy pomocy sztuczek technicznych, zwodów i nagłego przyspieszenia jest w stanie minąć zawodników, odnajdując luki w obronie drużyny przeciwnej. Wskazuje się, że w czasie gry w ataku potrafi ustawiać się w taki sposób, że stosunkowo często nie znajduje się pod bezpośrednią presją przeciwnika, jak również potrafi dokonywać nieszablonowych wbiegnięć w przecinających szyki obronne rywali.
Z uwagi na styl gry polegający na bardziej wyrafinowanej grze technicznej Ringrose porównywany był do Briana O’Driscolla, ale także do Nowozelandczyka Conrada Smitha, na którym w młodości się wzorował. Wskazywano też, że w przeciwieństwie do wielu młodych zawodników Ringrose po osiągnięciu wieku seniora niemal w ogóle nie popełniał młodzieńczych błędów wynikających z braku doświadczenia. 
Jednocześnie komentatorzy podkreślają jego dobrą orientację w rozwoju sytuacji na boisku i ustawianie się w obronie. Sam zawodnik w 2019 roku wskazywał, że pojawiające się niekiedy w jego statystykach nieskuteczne szarże wynikają po części z przyjętego sposobu gry w obronie i w niektórych przypadkach mimo takiej kwalifikacji przynoszą korzyść drużynie w postaci spowolnienia akcji rywali czy jej przesunięcia w kierunku linii bocznej.
Irlandzkie media podkreślały, że Ringrose jest osobą nad wiek dojrzałą, twardo stąpającą po ziemi i unikającą nadmiernego rozgłosu. Wskazywano przy tym, że te cechy charakteru mają – choć mniejsze niż na początku jego kariery – swoje przełożenie na zachowanie na boisku.

## Życie osobiste
Garry urodził się jako drugie z czworga dzieci Anne i Nialla, ma dwóch braci (starszego i młodszego) oraz młodszą siostrę. Wychowywał się przy Carysford Avenue w Blackrock na przedmieściach Dublina. Ojciec reprezentanta Irlandii także uprawiał rugby, grając na pozycji łącznika młyna zarówno w Blackrock College, jak i później na poziomie klubowym, jednak jego karierę sportową zakończyła poważna kontuzja. Młodszy brat Garry’ego, Jack również związał się z tą dyscypliną sportu, jako zawodnik University College Dublin R.F.C. występując w All-Ireland League.
Po ukończeniu szkoły średniej Ringrose rozpoczął – w trybie ekstraordynaryjnym – studia z zakresu przedsiębiorczości i prawa.